# Frans Cortenraad
F.H.C. (Frans) Cortenraad (Meerssen, 30 december 1936) is een Nederlands politicus van de KVP en later het CDA.
Medio 1954 ging hij werken bij de secretarie van de gemeente Gronsveld en in 1956 kreeg hij een soortgelijke functie bij de gemeente Borgharen. Begin 1964 werd hij daar benoemd tot gemeentesecretaris en vanaf januari 1969 was Cortenraad tevens de gemeentesecretaris van Itteren. Beide gemeenten gingen op 1 juli 1970 op in de gemeente Maastricht en een half jaar later ging hij werken bij de provinciale griffie in Maastricht. In april 1973 werd hij burgemeester van Wijnandsrade. Van 1979 tot 1982 was hij voor het CDA lid van Provinciale Staten van Limburg. 
In mei 1980 volgde zijn benoeming tot burgemeester van Hunsel. Eind 1988 werd Cortenraad burgemeester van Eijsden wat hij tot zijn pensionering op 1 januari 2002 zou blijven.Cortenraad is ridder in de Orde van Oranje Nassau. Hij is voorzitter van de Vrienden van de Abdij St Benedictusberg te Mamelis.